# Alpesisí a 2017. évi téli európai ifjúsági olimpiai fesztiválon
A 2017. évi téli európai ifjúsági olimpiai fesztivál alpesisí versenyszámait Törökországban, Erzurumban, a Palandoken Síközpontban rendezték február 13. és 17-e között.

## Összesített éremtáblázat
| A 2017. évi téli európai ifjúsági olimpiai fesztivál összesített éremtáblázata alpesisíben | A 2017. évi téli európai ifjúsági olimpiai fesztivál összesített éremtáblázata alpesisíben | A 2017. évi téli európai ifjúsági olimpiai fesztivál összesített éremtáblázata alpesisíben | A 2017. évi téli európai ifjúsági olimpiai fesztivál összesített éremtáblázata alpesisíben | A 2017. évi téli európai ifjúsági olimpiai fesztivál összesített éremtáblázata alpesisíben | Olimpia  |
| ------------------------------------------------------------------------------------------ | ------------------------------------------------------------------------------------------ | ------------------------------------------------------------------------------------------ | ------------------------------------------------------------------------------------------ | ------------------------------------------------------------------------------------------ | -------- |
|                                                                                            | Ország                                                                                     | Arany                                                                                      | Ezüst                                                                                      | Bronz                                                                                      | Összesen |
| 1.                                                                                         | Olaszország                                                                                | 2                                                                                          | 0                                                                                          | 2                                                                                          | 4        |
| 2.                                                                                         | Oroszország                                                                                | 2                                                                                          | 0                                                                                          | 0                                                                                          | 2        |
| 3.                                                                                         | Szlovénia                                                                                  | 1                                                                                          | 1                                                                                          | 0                                                                                          | 2        |
| 4.                                                                                         | Finnország                                                                                 | 0                                                                                          | 2                                                                                          | 0                                                                                          | 2        |
| 5.                                                                                         | Franciaország                                                                              | 0                                                                                          | 1                                                                                          | 2                                                                                          | 3        |
| 6.                                                                                         | Horvátország                                                                               | 0                                                                                          | 1                                                                                          | 0                                                                                          | 1        |
| 7.                                                                                         | Csehország                                                                                 | 0                                                                                          | 0                                                                                          | 1                                                                                          | 1        |
|                                                                                            |                                                                                            |                                                                                            |                                                                                            |                                                                                            |          |
| Összesen                                                                                   | Összesen                                                                                   | 5                                                                                          | 5                                                                                          | 5                                                                                          | 15       |

## Eredmények

### Férfi
| A 2017. évi téli európai ifjúsági olimpiai fesztivál érmesei férfi alpesisíben |                           |         |                          |         |                                  |         |
| Versenyszám                                                                    | Arany                     | Arany   | Ezüst                    | Ezüst   | Bronz                            | Bronz   |
| Műlesiklás                                                                     | Olaszország Alex Vinatzer | 1:40.77 | Horvátország Leon Nikic  | 1:44.19 | Franciaország Augustin Bianchini | 1:44.81 |
| Óriás-műlesiklás                                                               | Olaszország Alex Vinatzer | 2:10.06 | Finnország Turo Torvinen | 2:10.49 | Olaszország Giovanni Zazzaro     | 2:11.25 |

### Női
| A 2017. évi téli európai ifjúsági olimpiai fesztivál érmesei női alpesisíben |                                  |         |                              |         |                            |         |
| Versenyszám                                                                  | Arany                            | Arany   | Ezüst                        | Ezüst   | Bronz                      | Bronz   |
| Műlesiklás                                                                   | Szlovénia Nika Tomsic            | 1:48.64 | Finnország Nella Korpio      | 1:48.85 | Olaszország Lara Della Mea | 1:49.04 |
| Óriás-műlesiklás                                                             | Oroszország Rinata Abdulkaiumova | 2:12.62 | Franciaország Doriane Escane | 2:13.83 | Csehország Nikola Bubakova | 2:13.95 |

### Vegyes
| A 2017. évi téli európai ifjúsági olimpiai fesztivál vegyes paralel-verseny érmesei alpesisíben |                                                                                   |                                                                             |                                                                                       |
| Versenyszám                                                                                     | Arany                                                                             | Ezüst                                                                       | Bronz                                                                                 |
| Vegyes paralel- csapatverseny                                                                   | Oroszország · Natalia Sherina · Leonid Tryasov · Sofia Krokhina · Nikita Guryanov | Szlovénia · Nika Tomsic · Tadej Pascinski · Ziva Otonicar · Nejc Naralocnik | Franciaország · Anouck Errard · Clement Guillot · Doriane Escane · Augustin Bianchini |